# Wie zijn billen brandt, moet op de blaren zitten (volksverhaal)
Wie zijn billen brandt, moet op de blaren zitten is een volksverhaal uit Suriname.

## Het verhaal
Woensdag woont met haar moeder naast Vrijdag, die ook alleen nog een moeder heeft. Woensdag is op woensdag geboren en Vrijdag op vrijdag. De Akan (en Aukaans) woorden voor de dagen zijn:
- Zondag; jongen heet Kwasi, meisje heet Kwasiba
- Maandag: jongen heet Kodjo, meisje heet Adjoeba
- Dinsdag: jongen heet Kwamina, meisje heet Abeniba
- Woensdag: jongen heet Kwakoe, meisje heet Akoeba
- Donderdag: jongen heet Jaw, meisje heet Jaba
- Vrijdag: jongen heet Kofi, meisje heet Afiba
- Zaterdag: jongen heet Kwami, meisje heet Amba.

Er is een vrouw die alleen maar een kalebas heeft, ze heeft geen familie en kan de kalebas aan niemand nalaten als ze sterft. Ze komt in het dorp van Akoeba en Afiba en ze mompelt in zichzelf. Afiba maakt een lange neus naar de vreemde vrouw, maar Akoeba vraagt haar of ze ergens mee kan helpen. De vrouw vraagt of Akoeba haar kalebas wil erven en het meisje heeft medelijden. De vrouw vertelt dat het een toverkalebas is, hiermee kun je wonderen verrichten als Ma Soemba hem wast. Ma Soemba is een tovenares, het is niet eenvoudig de weg naar haar huis te vinden.
De vrouw vertelt dat ze rechtdoor moeten gaan tot de weg zich splitst, de linkerweg is schoon en de rechterweg is vuil. De meisjes moeten de vuile weg kiezen en ze moeten alles doen wat Ma Soemba vraagt. Als de meisjes vreemde dingen zien, mogen ze hier niet mee spotten. Ze moeten netjes vragen of ze langs mogen gaan en de vrouw leert de meisjes nog een liedje. De melodie is niet moeilijk, maar Akoeba weet niet wat het woord doegwèh betekent. De vrouw zegt dat ze dit is vergeten, het is een Afrikaans woord.
Akoeba gaat op weg en ziet twee bomen vechten. Ze begint te zingen en de bomen willen dat ze naar hun verhaal luistert. Akoeba gaat zitten en hoort dat de bomen eigenlijk twee buurmannen zijn. Ze maakten altijd ruzie en wilden dat de ander in een boom veranderde. Beide mannen gingen naar Ma Soemba en kregen elk een toverdrankje. De mannen sloegen tegelijk en veranderden beide in een boom. Als straf moeten ze elkaar slaan tot het eind van de wereld.
Akoeba loopt door en ziet twee vechtende handen. Ze zingt het liedje en luistert naar het verhaal van de linker- en rechterhand. De linkerhand zegt dat de rechterhand een dief is, hij stopt al het eten in de mond. Akoeba zegt dan dat ze ook niet goed kan eten met haar linkerhand en de linkerhand laat haar doorlopen. Akoeba komt bij de splitsing en kiest de vuile weg. Ze ziet een vrouw met zweren voor een huisje zitten en vraagt of ze iets voor de vrouw kan doen. De vrouw wil dat het meisje haar gezicht wast en Akoeba gooit water in haar kalebas en begint te wassen. De vrouw blijkt Ma Soemba te zijn en wast de kalebas voor Akoeba. Akoeba wordt naar huis gestuurd, waar ze een beloning zal krijgen. Het meisje moet haar moeder groeten en dan verdwijnt Ma Soemba spoorloos.
Akoeba vertelt alles aan haar moeder en de kalebas krijgt een ereplaats in hun huis. De volgende dag zit de kalebas vol met gouden en zilveren voorwerpen. Afiba wordt jaloers en Akoeba vertelt het verhaal en leent de kalebas aan haar buurmeisje, die ook naar Ma Soemba wil. Afiba komt bij de twee vechtende bomen en zingt geen lied, ze loopt door en roept dat de bomen zich maar dood moeten vechten. De bomen roepen dat het meisje zich maar dood moet lopen. Afiba roept naar de handen dat ze elkaar maar goed pijn moeten doen en de handen wensen haar hetzelfde toe.
Afiba kiest de schone weg en komt bij het huis van Ma Soemba. De vrouw vraagt of het meisje haar zweren wil verzorgen, maar Afiba roept dat ze geen verpleegster is. Ze wil dat de vrouw de kalebas wast en gaat zonder te danken weer weg. Ze komt thuis en vertelt haar moeder dat Akoeba haar van alles had wijsgemaakt, maar wijzer is dan haar buurmeisje denkt. De volgende ochtend kruipt er veel ongedierte uit de kalebas; mieren, luizen en vlooien. Afiba gilt en gilt nog steeds, er wordt niet voor niets gezegd Ba soekoe, ba feni, ba tjari! (je hebt het gezocht, je hebt het gevonden en nu zal je het dragen ook!).

## Achtergronden
- Het sprookje heeft veel overeenkomsten met Vrouw Holle.
- Ook in Het is woensdag, woehoensdag uit Turkije wordt een beloning gegeven, een bochel wordt weggehaald en een ander krijgt een dubbele.
- In De aardmannetjes uit Ameland verdwijnt een bochel en een stotteraar ontvangt deze.
- Er is ook een oud Japans volksverhaal over dansende demonen die een man van zijn gezwel afhelpen en een ander een dubbel gezwel bezorgen.[1]
- Er is een Frans volksverhaal over nachtdansertjes of kabouters die de bochel met zalf doen verdwijnen, als een ander zaterdag en zondag aan het liedje toevoegt krijgt hij een dubbele bochel.[2] In een ander sprookje krijgt het eerste meisje een geschenk van zes van de zeven dwergjes, de tweede krijgt ook geschenken van de zes en ook de zevende.[3]
- Aanpassen aan anderen of niet raar reageren op iets vreemds is vaak belangrijk in sprookjes.[4]
- In De engelen van de seizoenen vallen gouden munten uit de mond, maar bij een ander stinkende stroop.
- Het verhaal heeft overeenkomsten met De drie mannetjes in het bos (KHM13) en De drie feeën van Perrault, ook hier krijgen meisjes een beloning voor hun gedrag.
- Ook in Hans-mijn-egel (KHM108) worden twee meisjes verschillend behandeld.
- In Het boshuis (KHM169) laat een oude man zijn kussens opschudden, niet alle meisjes doen dit.
- In Ba Anansi en de eenbenige Moeder van het Bos is het schoonspoelen van een kalebas ook belangrijk.